# Аллозавр
Аллоза́вр (лат. Allosaurus, от др.-греч. ἄλλος — «иной» + σαῦρος — «ящер») — род хищных динозавров из семейства аллозаврид клады теропод. Жили в юрском периоде: киммеридж — ранний титон, примерно 155—145 миллионов лет назад. Аллозавры были хищниками, передвигались на мощных задних лапах, в то время как передние конечности были относительно малы. Ископаемые остатки аллозавров известны из Северной Америки, Южной Европы и Восточной Африки.

## Открытие и популярность
Первые ископаемые остатки были изучены и классифицированы в 1877 году Отниелом Чарлзом Маршем. Наряду с тираннозавром, аллозавр — самый популярный хищный динозавр. Он появлялся во множестве художественных фильмов, например, «Затерянный мир» 1925 года, или экранизации рассказа Р. Брэдбери «И грянул гром» 2005 года, а также в «Мире юрского периода 2». Наиболее ярко и правдоподобно аллозавры были представлены в сериале BBC «Прогулки с динозаврами» и фильме «Баллада о Большом Але».

## Описание
Аллозавр был крупным двуногим хищником с большим черепом, оснащённым десятками больших острых зубов. Представители типового вида, Allosaurus fragilis, достигали в среднем 8,5 метра в длину, 3,5 метра в высоту и весили более полутора тонн, хотя на основании фрагментарных остатков большего размера можно предположить, что крупные особи могли достигать 11 метров в длину и весить более 4 тонн. Аллозавр передвигался на крупных и мощных задних лапах, в то время, как его передние конечности были относительно маленькими, на них имелось три крупных загнутых когтя. Массивный череп уравновешивался длинным тяжёлым хвостом.

### Виды
Пока точное количество действительных видов неизвестно, но на сегодняшний день[когда?] выделяются следующие:
- Allosaurus fragilis (fragilis — «хрупкий») — типовой вид, описан Маршем в 1877 году. Поздняя юра (киммеридж — нижний титон) запада Северной Америки. Известен по огромному количеству образцов, включая полные скелеты различного размера, особей разного возраста из Колорадо, Юты, Вайоминга, Нью-Мексико. Описаны массовые захоронения в вязких асфальтовых или грязевых «ловушках для хищников», в местонахождении Кливленд-Ллойд (40 особей). Средняя длина составляет 8,5, но крупнейшие особи, возможно, могли достигать в длину более 9,7 метров и весить более 2,3 тонны[6][7].
  - Иногда из этого вида выделяют ещё один — Allosaurus atrox — более распространённый, имеющий мощные передние конечности и удлинённый череп. В то время как истинный Allosaurus fragilis в таком случае ограничивается всего лишь несколькими образцами из нижней и верхней формации Моррисон, и отличается от Allosaurus atrox в первую очередь пропорциями шеи, меньшим размером, более коротким и прочным черепом[8]. Истинный статус Allosaurus atrox неизвестен, но среди аллозавров, ныне относимых к виду Allosaurus fragilis чётко выделяются две основные группы форм с преорбитальными рожками разной конфигурации и черепами разной длины. Возможно, это отражает не видовые, а популяционные или даже половые различия. Хотя редкость короткомордой морфы не поддерживает идею о половом диморфизме, а разная биомеханика челюстей указывает, скорее, на экологическую дифференциацию[9][10].
  - «Epanterias» amplexus — гигантский аллозавр из Колорадо, которого обычно считают крупной особью типового вида[11][12].
- Allosaurus jimmadseni — выделен на основании находок почти полных скелетов в Юте и Вайоминге; до формального описания в 2020 году рассматривался как nomen nudum[2].
- Allosaurus europaeus — из верхнего киммериджа — нижнего титона Португалии. Чрезвычайно сходен с типовым видом, описан по неполному черепу в 2006 году.
- Allosaurus anax — вид из отложений формации Моррисон (Оклахома), который был описан в ревизии материала Saurophaganax, опубликованной в 2024 году. К данному виду была отнесена бо́льшая часть материала, прежде относимая к Saurophaganax, тогда как голотип Saurophaganax был определён как фрагментарная невральная дуга ящеротазового динозавра неясного систематического положения, возможно, диплодоцидного завропода[3].

Кости предполагаемых аллозавров также были найдены в верхнеюрских отложениях Австралии, Африке, хотя большинство находок происходит из Северной Америки (Вайоминг, Юта, Колорадо).

Размеры различных образцов A. fragilis, A. jimmadseni и A. europaeus

Неописанные виды аллозавров могут существовать в верхней юре США (например, «вайомингораптор» и другие), а также в верхней юре Китая и России.
Знаменитый «Большой Ал» может принадлежать к ещё неописанному виду, хотя обычно считается представителем типового вида. Так называемый «карликовый полярный аллозавр» из нижнего мела (альба) Австралии известен лишь по кости лодыжки и не может быть отнесён к роду Allosaurus. Африканский вид Allosaurus tendagurensis может не принадлежать к данному роду, но несомненно, принадлежит к аллозавридам.
Вероятно, в своё время крупные аллозавры были одними из главных хищников и охотились на любых травоядных динозавров, водившихся в его местности. Существуют доказательства того, что аллозавры атаковали даже таких крупных или хорошо защищённых динозавров, как зауроподы и стегозавры. Аллозавры были наиболее распространёнными крупными тероподами формации Моррисон. Есть некоторые свидетельства (следы разных представителей одного вида в одном месте, массовые захоронения остатков одного вида) того, что аллозавры временами могли собираться группами, но многие палеонтологи считают, что они были слишком агрессивными для того, чтобы жить в настоящих стаях. Многие подобного рода находки могут представлять собой природные ловушки или места кормления аллозавров на очень крупной туше, собравшей с округи большое количество хищников.

### Размеры
Представители наиболее хорошо изученного вида A. fragilis в среднем достигали 8,5 метра в длину, а наиболее крупные особи оценивается в 9,7 метра с ожидаемой массой в более 2,3 тонн. В 1976 году Джеймс Мэдсен изучил целый ряд скелетов разных размеров и видов и пришёл к выводу, что максимальная длина крупнейших аллозавров достигала 11 метров, а масса превышала 4 тонны, хотя видовая принадлежность этих образцов остаётся дискуссионной. Точную массу аллозавра (как впрочем и всех динозавров) определить трудно. Но по сравнению с гигантскими и плотно сложенными тероподами мелового периода, такими как тираннозавр и гиганотозавр, аллозавр был довольно легковесным. Наиболее хорошо изученный скелет аллозавра, образец MOR 693, более известный как «Большой Ал», имеет длину около 7,5 метра. С использованием наиболее совершенного метода GDI в 2009 году масса тела этого образца была оценена в 1307,7—1976,9 кг с наиболее вероятным числом примерно в 1,5 тонны.

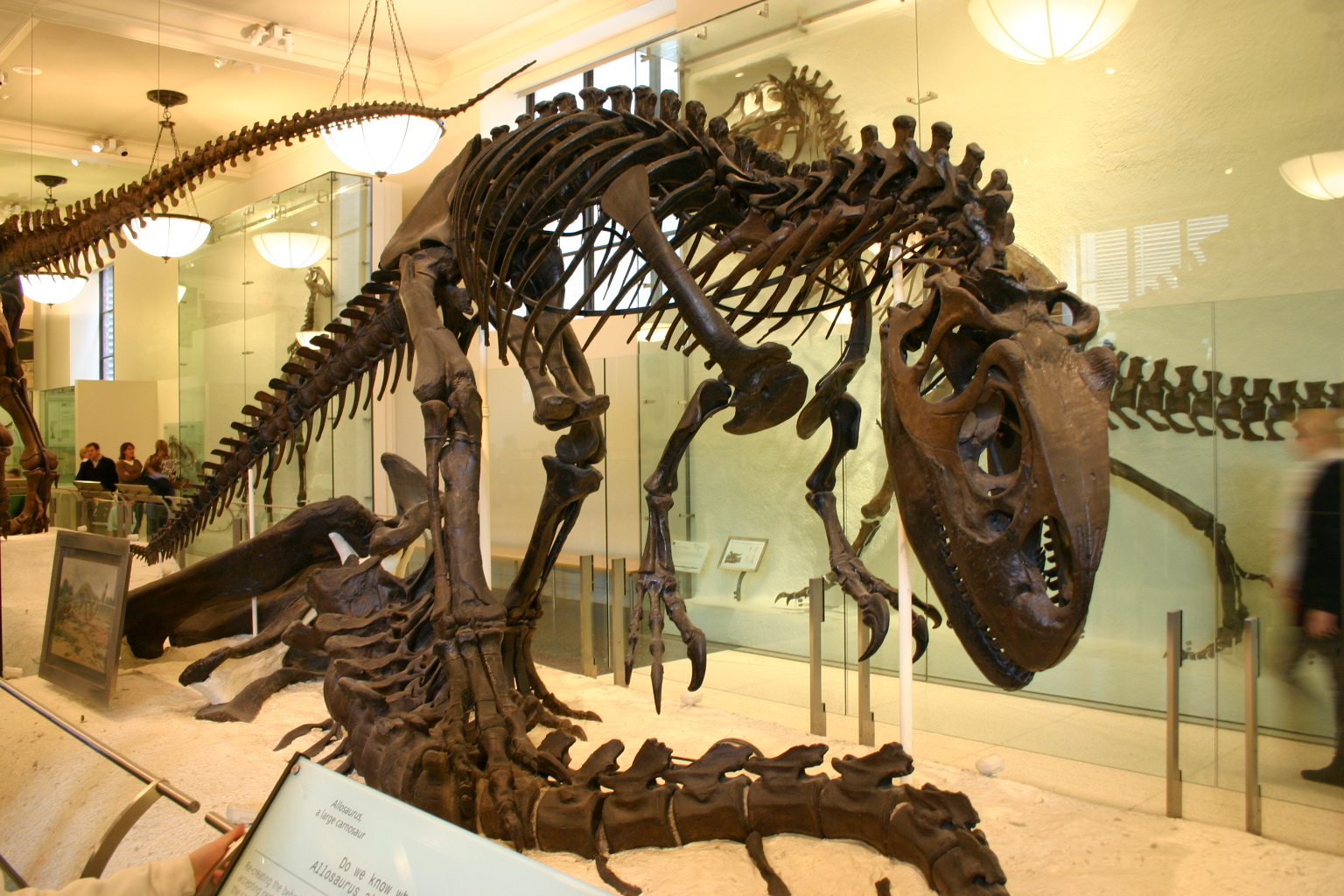
Один из первых найденных скелетов А. fragilis

### Строение скелета
У A. fragilis было 9 шейных позвонков, 14 спинных и 5 крестцовых. Количество хвостовых позвонков неизвестно: Дж. Мэдсен считает, что их было 48-51, а Грэгори С. Пол — что не более 45. В задних шейных и передних спинных позвонках аллозавра, как и многих других теропод, есть полости, открывающиеся наружу отверстиями. Вероятно, эти позвонки были пневматизированы: туда заходили выросты шейных воздушных мешков, как у птиц. Отверстия, которые могут быть пневматическими, есть и на длинных костях конечностей аллозавра. Кроме того, на поверхности некоторых спинных позвонков есть углубления, подобные имеющимся у некоторых птиц, у которых там лежат выросты лёгких.
Вероятно, у аллозавра, как и у других теропод, были гастралии, но интерпретация имеющихся находок неоднозначна и эти находки очень редки; вероятно, гастралии аллозавра плохо окостеневали. У аллозавра была вилочка, наличие которой было доказано в 1996 году. У некоторых особей аллозавров концы лобковых костей не соединены; возможно, это помогало им лежать на земле; Джеймс Мэдсон полагает, что это помогало самкам откладывать яйца и было проявлением полового диморфизма.

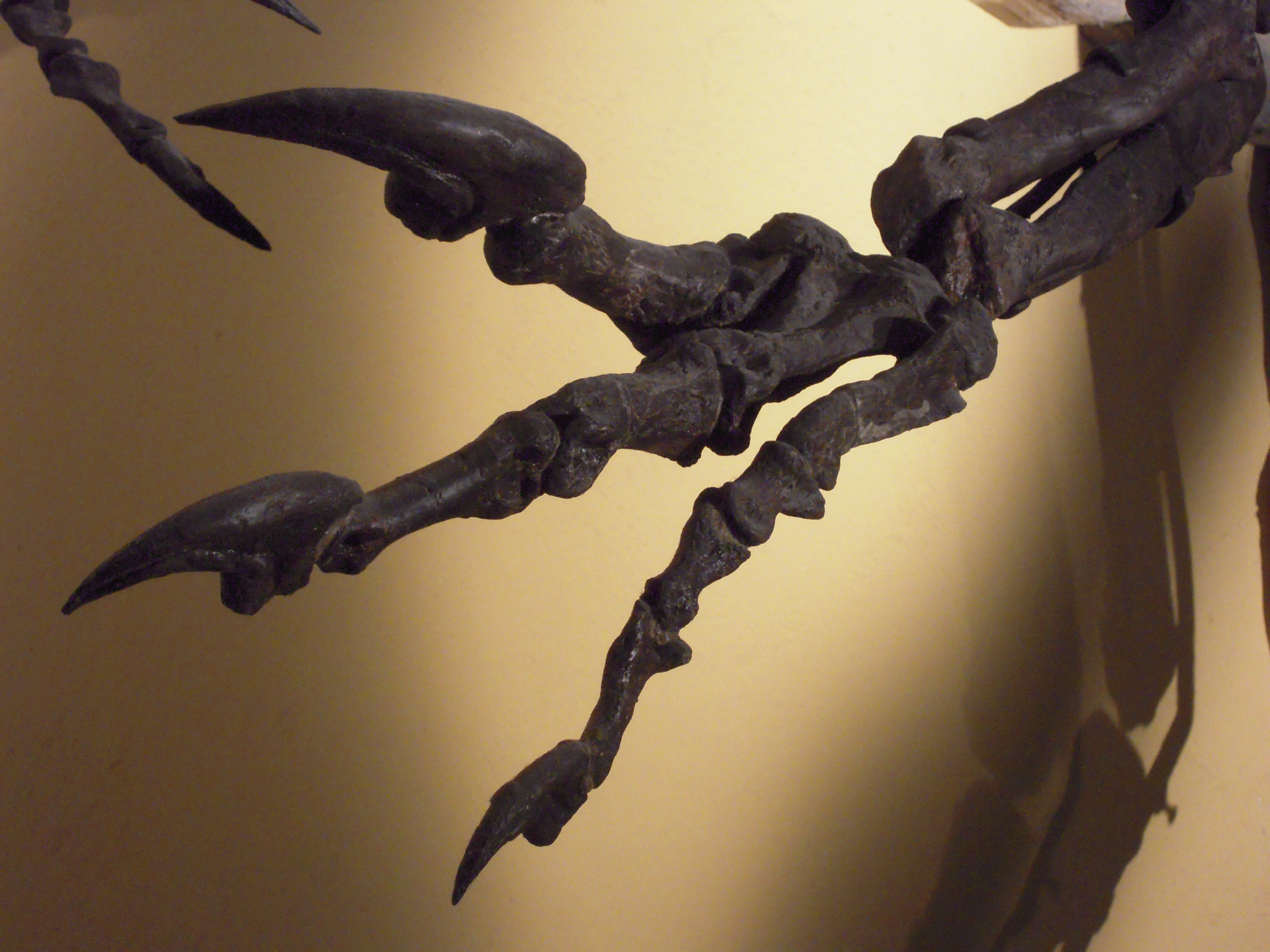
Передняя лапа А. fragilis

#### Строение конечностей
Передние лапы аллозавра были относительно короткими по сравнению с задними (у взрослых лишь около 35 % длины задних конечностей), на них имелись три пальца, которые кончались крупными, сильно изогнутыми когтями. Предплечья были несколько короче, чем плечи (соотношение длины плечевой и локтевой кости равнялось примерно 1:1,2); запястье равнялось по длине локтевой кости. Из трёх пальцев на передней лапе средний был самым крупным и отличался от других количеством фаланг. Ноги аллозавра были приспособлены не столько для быстроты передвижения, сколько для устойчивости. На ноге имелось три опорных пальца, и один, не использовавшийся при ходьбе. Также есть признаки того, что на задней лапе был и пятый рудиментарный палец. Скорость бега аллозавра оценивается в 30—55 км/ч; скорее всего, это был очень подвижный охотник.

#### Строение черепа

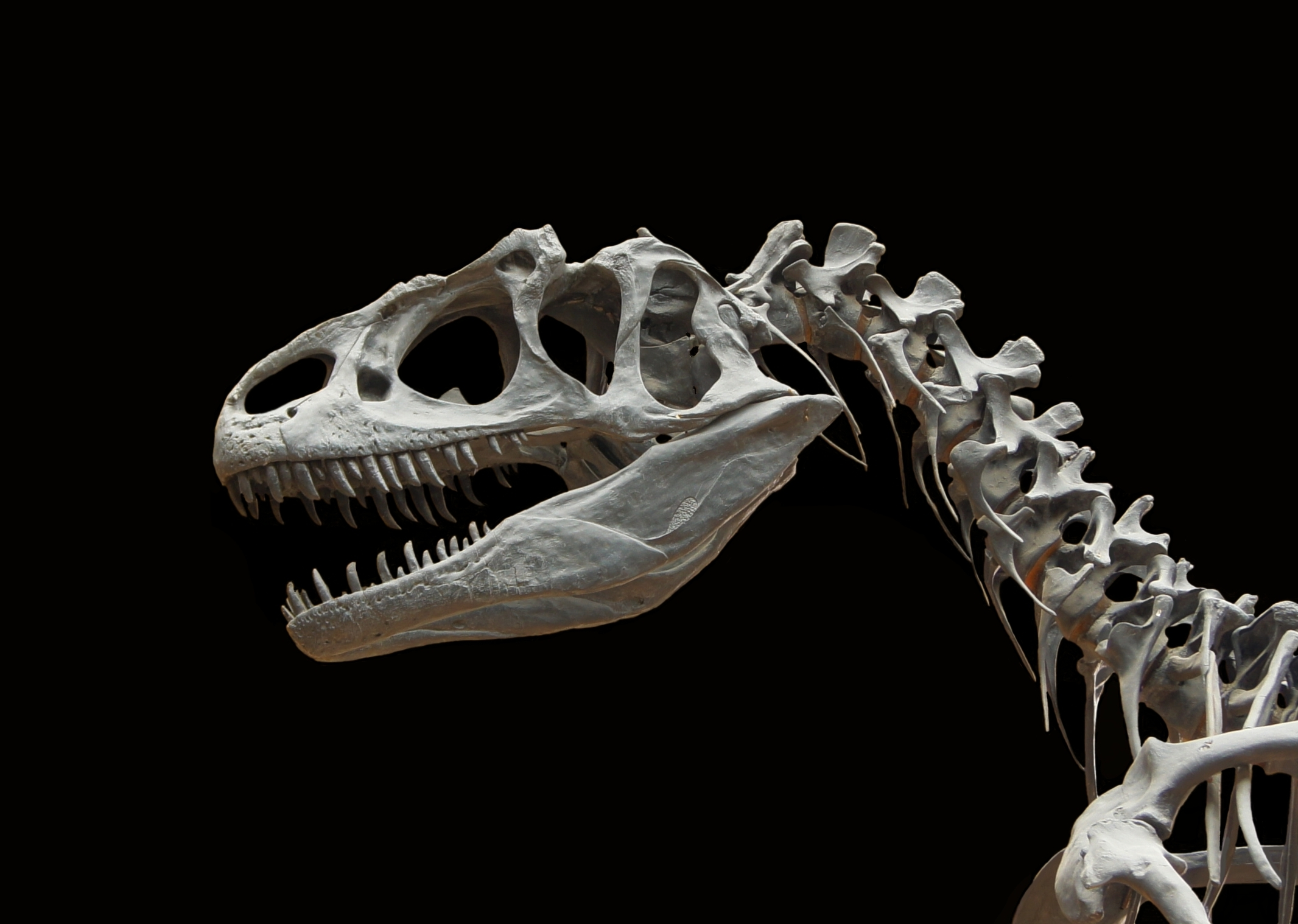
Череп A. fragilis

Череп аллозавра был небольшим по сравнению с черепами других тероподов. К примеру, черепа тираннозавров и крупных кархародонтозавридов были вдвое больше. Палеонтолог Г. С. Пол, изучив все известные ему черепа аллозавров, пришёл к выводу, что самый большой из них достигал 845 мм. На каждой предчелюстной кости было пять зубов с D-образным сечением, а на каждой верхней челюстной кости, было от четырнадцати до семнадцати зубов, в зависимости от вида. На каждой нижней челюсти было от четырнадцати до семнадцати зубов, чаще всего встречались черепа с шестнадцатью зубами на нижней челюсти. Зубы становились короче, у́же и более изогнутыми по направлению к задней части черепа. Все зубы имели пилообразные края и легко сменялись после выпадения. Популярно мнение, что аллозавр обладал довольно слабыми челюстями: в 2001 году сила укуса аллозавра («Большого Ала») была рассчитана в 805—2148 Н, что меньше, чем у леопарда, льва и миссисипского аллигатора. Однако известны копролиты аллозавров с осколками костей, а также глубокие борозды от зубов, оставленные хищниками на костях зауропод, что говорит о значительно большей силе укуса. В 2005 году моделирование по нижней челюсти показало, что сила укуса «Большого Ала» могла достигать 20 311 Н, а имеющего более короткие и массивные челюсти образца USNM 4734 (ранее известного как «Antrodemus valens» и ныне относимого к короткомордой морфе A. fragilis) — 26 307 Н. Это больше, чем у любых современных животных, сила укуса которых была когда-либо измерена на практике, за исключением самых больших крокодилов, но в то же время заметно меньше, чем у тираннозавридов сопоставимого размера. Однако аллозавры, вероятно, больше рассчитывали на гибкую шею и острые, как у комодского варана, зубы, а не на силу сжатия челюстей.

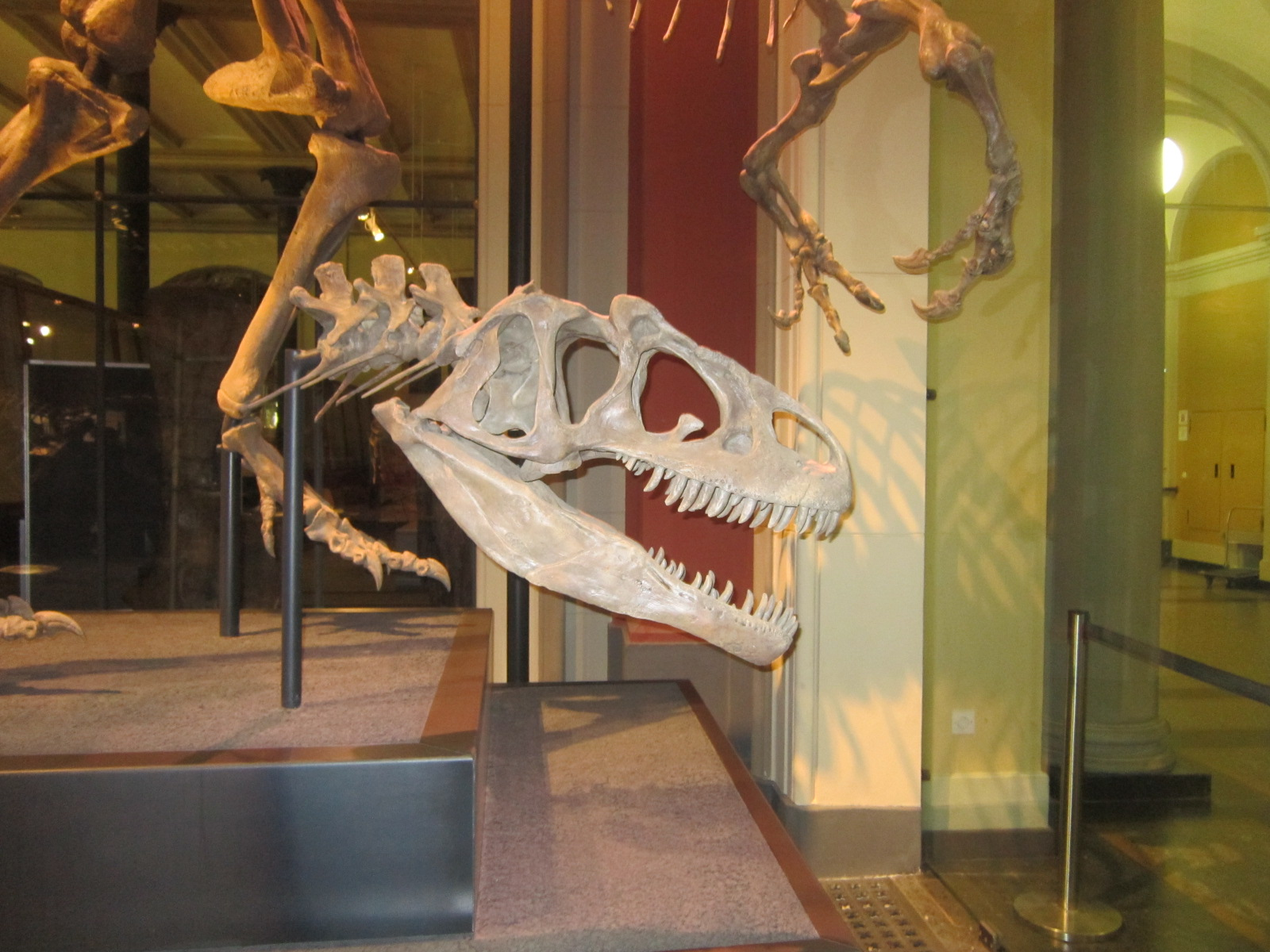
Череп аллозавра, выставленный в Музее естествознания в Берлине

Хорошо развитый шарнирный сустав между челюстями был сильно смещён к задней части черепа, что давало аллозавру возможность очень широко раскрывать пасть. Кроме того, в середине нижней челюсти было ещё одно сочленение, увеличивавшее эту возможность. Максимальное раскрытие пасти аллозавра оценивается от 79° до 92°. Считается, что эта адаптация была нужна аллозавру для захвата большого количества мяса с боков огромных зауроподов и чуть ли не поедания их живьём.
На черепе были парные гребни, которые постепенно переходили в рожки. Эти рожки являлись увеличенными надбровными гребнями, которые у всех аллозавров разные. Поверх костяного основания этих наростов, вероятно, шёл слой кератинового покрытия. Возможно эти гребни предназначались для защиты глаз от яркого солнечного света. Ранее считалось, что аллозавры ими бодались, но сейчас эта гипотеза отвергнута, так как эти рожки слишком хрупкие для этого. Внутри рожек также могла располагаться сольная железа.
Воздушные проходы у аллозавра были более развиты, чем у более примитивных тероподов, таких как цератозавр и Marshosaurus, благодаря чему у аллозавра было очень хорошо развито обоняние, а, возможно, имелся и вомероназальный орган. Лобные кости черепа были тонкими, возможно, для улучшения терморегуляции мозга.

## Систематика
Аллозавры относятся к семейству аллозаврид из надсемейства аллозавроид. Семейство аллозаврид было предложено в 1878 году Отниелом Чарльзом Маршем, но этот термин не употреблялся до 1970-х годов, а всех аллозавроид и карнозавров относили к одному семейству мегалозаврид.
После публикации трудов Мадсена об аллозаврах термин «аллозавриды» стал использоваться многими палеонтологами. Аллозавриды обычно были крупнее мегалозаврид. Очень близки к аллозавридам такие динозавры, как индозавр, пятницкизавр, Piveteausaurus, янхуанозавр, акрокантозавр, Chilantaisaurus, Compsosuchus и Szechuanosaurus.
Аллозавриды были одним из семейств надсемейства аллозавроидов, к которому также относятся кархародонтозавриды и синрапториды. Ранее именно аллозавроиды считались предками тираннозаврид, и их родственниками считались такие динозавры, как Stokesosaurus, но сейчас установлено, что это не так.

## История изучения
Из-за «костяных войн» между Отниелом Маршем и Эдвардом Копом в 1880-х годах возникла путаница в названиях видов и родов. Первые окаменелости были описаны геологом Фердинандом Вандивером Хайденом в 1869 году. Хайдену ископаемые остатки были переданы фермерами из Колорадо, которые нашли их в формации Моррисон. Хайден послал образцы Джосефу Лейди, принявшему их за остатки уже известного в то время европейского динозавра Poekilopleuron. Впоследствии Лейди решил, что эти остатки заслуживают отнесения к отдельному роду — антродемус (Antrodemus).

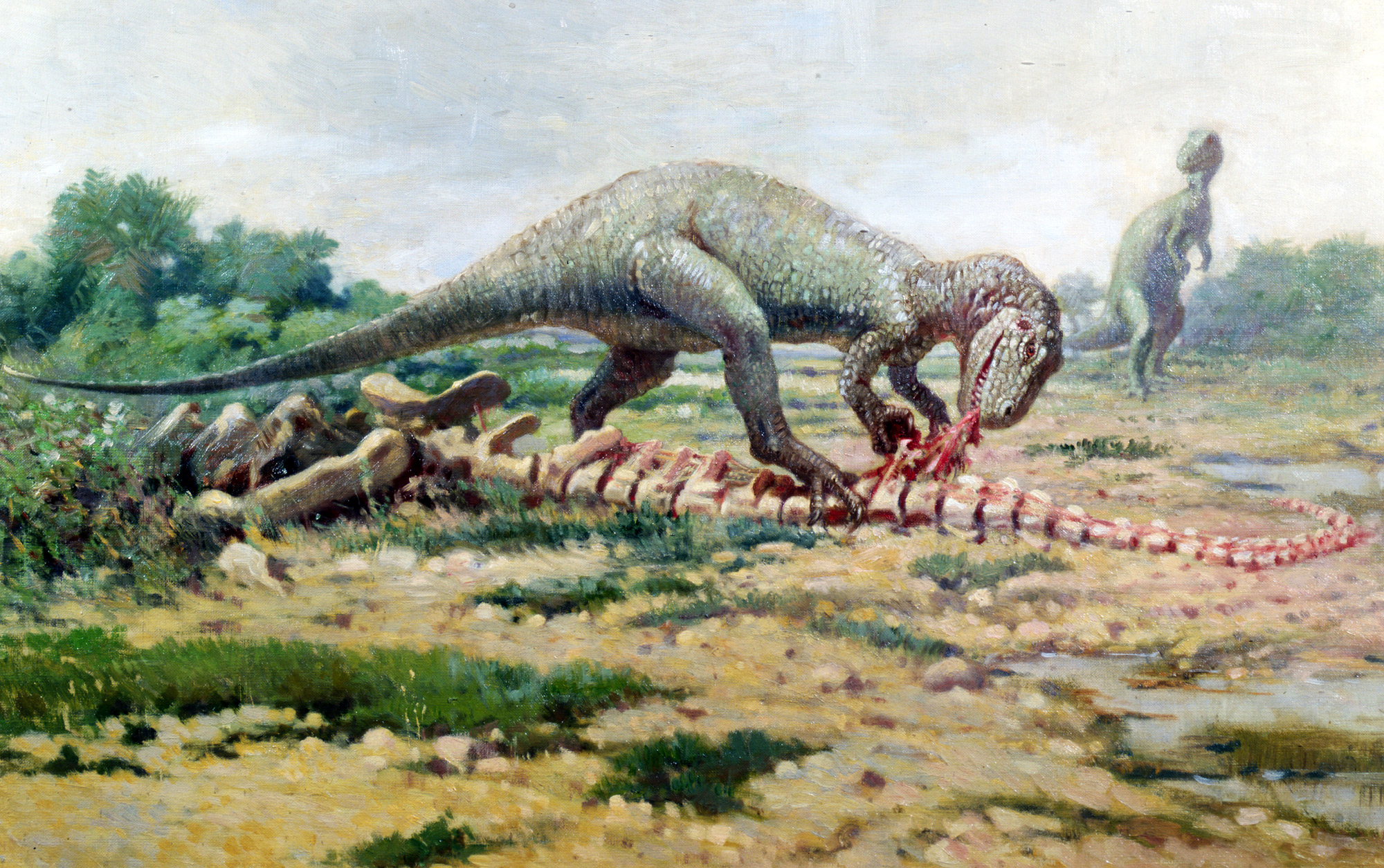
Реконструкция голотипа аллозавра, выполненная Чарльзом Р. Найтом

Первые окаменелости типового вида найдены в верхнеюрских отложениях, относящихся к формации Моррисон. Отниел Чарлз Марш описал типовой вид A. fragilis в 1877 году на основании частично сохранившихся трёх позвонков, фрагментов рёбер, зубов, костей ног и плечевой кости. Само название «аллозавр», означающее «странный ящер», было дано из-за того, что его позвонки сильно отличались от позвонков других динозавров, известных в то время. Название типового вида fragilis означает «хрупкий» или «ломкий», было дано из-за хрупкого строения позвонков. Эдвард Коп и Чарльз Марш, будучи в научной конкуренции, не успевали сравнивать свои новые находки со старыми. Из-за этого некоторые окаменелости, которые сейчас относятся к видам или подвидам аллозавра, были выделены в отдельные роды. К таким псевдородам относятся Creosaurus, Labrosaurus и Epanterias.
После открытия и описания голотипа аллозавра в Колорадо Марш сконцентрировал работу в Вайоминге, потом, в 1883 году, снова работал в Колорадо, где депутат Флеш нашёл почти полный скелет аллозавра и несколько частичных. В 1879 году один из помощников Коупа нашёл образец в районе Комо-Блеф, в Вайоминге, но, видимо, Коуп не смог раскопать эти образцы из-за их огромного количества. После раскопки этих образцов в 1903 году (спустя несколько лет после смерти Коупа), оказалось, что это одни из самых полных остатков теропода. Кроме того, в Комо-Блеф рядом со скелетом аллозавра найден скелет апатозавра. Также в Комо-Блеф были обнаружены ископаемые остатки других теропод, но они пока ещё не описаны.
Путаница с названиями усугубляется краткостью описаний, оставленных Маршем и Коупом. В 1901 году Сэмюэль Уенделл Уиллистон высказал предположение, что неправильно выделять креозавра и эпантериаса в отдельные от аллозавра рода. В качестве доказательства Уиллистон указал на то, что Марш никогда не был в состоянии отличить аллозавра от креозавра. Самая ранняя попытка разобраться в ситуации была предпринята Чарльзом У. Гилмором в 1920 году. Он пришёл к выводу, что хвостовые позвонки, определённые как принадлежащие Antrodemus, ничем не отличаются от тех же позвонков аллозавра. Таким образом, следует отдавать предпочтение раннему названию, так как они имеют приоритет. С тех пор название Antrodemus употреблялось для названия этого рода более пятидесяти лет, пока Джеймс Мэдсен (James Henry Madsen Jr.) не изучил остатки, найденные в Кливленд-Ллойде, и не пришёл к выводу, что следует использовать название аллозавр, поскольку Antrodemus был описан на основе слишком скудного материала.

### Ископаемые остатки из Кливленд-Ллойда
В Кливленд-Ллойде (расположенном вблизи Кливленда, штат Юта, США) был обнаружен так называемый «Карьер динозавров», в котором было найдено 44 скелета аллозавров (Allosaurus fragilis). В юрском периоде на этом месте было болото, в котором увяз гигантский брахиозавр, и со временем аллозавры собирались вокруг него для кормления. В результате многие из них оказались затянуты в трясину.
В октябре 1965 года Кливленд-Ллойд был объявлен национальным природным заповедником.